# Idaea subpurpurata
Idaea subpurpurata là một loài bướm đêm trong họ Geometridae.